# Phillipp Heyden
Phillipp Heyden (* 26. September 1988 in Marbach am Neckar) ist ein ehemaliger deutscher Basketballspieler. Er bestritt 221 Bundesliga-Spiele.

## Spielerlaufbahn
Er begann mit dem Basketballspiel beim TV Marbach und wechselte später ins benachbarte Ludwigsburg zu den Jugendmannschaften der BSG Ludwigsburg, dem Stammverein des Bundesligisten EnBW Ludwigsburg. 2006 ging er nach Berlin und spielt für den TuS Lichterfelde in der 2. Basketball-Bundesliga sowie in der ersten NBBL-Saison überhaupt für die Nachwuchsmannschaft von Alba Berlin aktiv. In der darauffolgenden Saison spielte er weiter in der ProB für die Mannschaft aus Lichterfelde und war mittels Doppellizenz Mitglied im Berliner Bundesliga-Aufgebot. Bei dessen 141:127-Rekordsieg nach fünf Verlängerungen am 4. Dezember 2007 im ULEB Cup gegen Bosna Sarajevo stand Heyden 3:35 Minuten dem Feld und erzielte drei Punkte.
2008 kehrte der auf der Position des Centers spielende Heyden in seine Heimat zum Bundesligisten EnBW Ludwigsburg zurück, wo er knapp 6 Minuten pro Spiel eingesetzt wurde und mittels Doppellizenz zugleich noch in der 2. Bundesliga ProA beim Kooperationspartner Kirchheim Knights spielte. Als sich in der folgenden Saison seine Einsatzzeiten nicht erhöhten, wechselte er zum Erstligaaufsteiger aus Bayreuth. Nach einer durchwachsenen Saison wechselte Heyden in die ProA und unterschrieb einen Vertrag beim Mitteldeutschen BC. Mit dem MBC gewann er die Meisterschaft der ProA und feierte die Rückkehr in die Bundesliga. Nach dem erfolgreichen Klassenerhalt 2012/2013 verlängerte Heyden seinen Vertrag beim MBC nicht mehr und verließ den Verein. Ab der Saison 2013/2014 spielte Heyden wieder für seinen ehemaligen Verein BBC Bayreuth. Am 13. Juni 2014 wurde bekannt, dass sein Vertrag um zwei weitere Jahre bis zum Ende der Saison 2015/2016 verlängert wurde.
Nach dem Ablauf seines Vertrages in Bayreuth wechselte Heyden im Sommer 2016 zum USC Heidelberg in die 2. Bundesliga ProA. Nach einem erfolgreichen Jahr in der ProA kehrte Heyden im Sommer 2017 in die erste Liga zurück und unterschrieb einen Vertrag bei den Walter Tigers Tübingen. Nach dem Abstieg mit Tübingen in die ProA schloss sich Heyden erneut dem USC Heidelberg an und unterzeichnete beim Zweitligisten einen Vertrag bis 2020. Im Mai 2021 errang er mit Heidelberg den Meistertitel in der ProA, er trug im Saisonverlauf je Begegnung im Schnitt 8,5 Punkte und 3,8 Rebounds bei. Heyden spielte anschließend mit Heidelberg in der Saison 2021/22 in der Bundesliga und war Mannschaftskapitän, hernach trat er zurück.
Der ehemalige Zivildienstleistende am Olympiastützpunkt Stuttgart war Mitglied der U20-Nationalmannschaft.
Im Sommer 2022 wurde Heyden Trainer des USC Heidelberg II in der 2. Regionalliga, im Sommer 2024 wurde ihm bei dem Verein zusätzlich das Amt des Sportlichen Leiters für den männlichen Nachwuchsbereich übergeben.